# Eric Broadley
Eric Broadley (22 september 1928 – 28 mei 2017) was een Britse ondernemer, ingenieur, oprichter en ontwerper van Lola. Hij bouwde onder meer wagens die deelnamen aan de Formule 1 en IndyCar. In 1999 verkocht Eric Broadley Lola aan Martin Birrane.